# Гроб незнаног војника (Италија)
Гроб незнаног војника (итал. Tomba del Milite Ignoto) је ратни споменик који се налази у Риму испод статуе богиње Роме на Олтару отаџбине. Национални споменик Виториу Емануелу II, познат и као Виториано или „Олтар отаџбине“, велики је национални споменик изграђен између 1885. и 1935. у част Виториу Емануелу II, првом краљу уједињене Италије. Гроб је светилиште посвећено италијанским војницима погинулим и несталим током рата.
То је поприште званичних свечаности које се сваке године одржавају поводом Дана ослобођења Италије (25. априла), Дана Републике Италије (2. јуна) и Дана националног јединства и оружаних снага (4. новембра), током којих је председник Републике Италије и највиши државни органи одају почаст светињи Незнаног војника полагањем ловоровог венца у знак сећања на погинуле и нестале Италијане у ратовима.

## Историја

### Избор тела
Тело италијанског непознатог војника изабрала је 28. октобра 1921. у базилици Аквилеја Марија Бергамас, мајка Антонија Бергамаса, италијанског иредентистичког добровољца у Краљевској италијанској војсци чије тело није пронађено током Првог светског рата. Марија Бергамас је изабрала тело између 11 неидентификованих тела припадника Оружаних снага Италије чији су посмртни остаци извучени са разних подручја фронта.
Марија Бергамас је, након што је прошла испред неколико првих ковчега, пала на земљу испред десетог ковчега и вриснула име свог сина: ово је било изабрано тело. Осталих десет тела преосталих у Аквилеји сахрањено је на војном гробљу.
Изабрано тело је путовало од Аквилеје до Рима возом, пролазећи кроз Удине, Тревизо, Венецију, Падову, Ровиго, Ферару, Болоњу, Пистоју, Прато, Фиренцу, Арецо, Кјузи и Орвијето, умереном брзином, на свакој станици становништво је могло одати почаст незнаном војнику.

### Сахрањивање
Тело је сахрањено 4. новембра 1921. године у Олтару отаџбине у Риму испод статуе богиње Роме уз свечану церемонију, којој је присуствовао краљ Виторио Емануеле III, као и многи ветерани и ратне удовице. Тело су у почетку превезли војници у базилику Свете Марије од анђела и мученика пре него што су га процесијом пренели на садашње место.
Епиграф на гробу гласи „Milite ignoto "и датуми "Xxiv Maggio Mcmxv" (24. мај 1915) и "Iv Novembre Mcmxviii“ (4. новембар 1918), или почетак и крај италијанског учешћа у Првом светском рату. Церемонија сахране незнаног војника, која је одржана 4. новембра 1921. године, била је најважнија патриотска демонстрација уједињене Италије с обзиром да је учествовало милион људи.
Дана 1. новембра, на иницијативу изасланика Ђованија Ђуриатија, незнаном војнику је додељена Златна медаља за војну храброст, највише италијанско војно одликовање, са мотивацијом која је касније забележена и на страни његовог сацелума који се налазио унутра, у крипти Олтара отаџбине:
Достојан син храбре лозе и хиљадугодишње цивилизације, одолевао је непопустљиво у најтежим рововима, показивао храброст у најкрвавијим биткама и пао борећи се без друге наде осим победе и величине Отаџбине.
На улазним вратима унутрашње крипте налази се овај епитаф, који је написао краљ Виторио Емануеле III:
Непознато име – његов дух заслепљује – где год је Италија – гласом суза и поноса – кажу – безбројне мајке: – то је мој син

### Гроб
Делови крипте и гробнице су израђени од камених материјала са планина које су биле поприште битака Првог светског рата: мермерни под је са крашке висоравни, док је мали олтар направљен од једног каменог блока са планине Грапа из Венета.
Гроб Незнаног војника увек чувају војници. Стража је обезбеђена војним особљем различитих родова италијанских оружаних снага, које се смењују сваких десет година. 2011. године, од 29. октобра до 2. новембра, поводом прославе 150. годишњице уједињења Италије и 90. годишњице преноса тела из Аквилеје у Рим, одржана је историјска реконструкција путовање возом Незнаног војника.
Његов гроб је симболична светиња која представља све погинуле и нестале у рату. Страну гробнице незнаног војника која излази напоље код Олтара отаџбине увек чува почасна стража и два пламена који непрестано горе у мангалима.
Алегоријско значење пламена који непрестано гори везује се за његову вековима стару симболику, будући да потиче из класичне антике, посебно у култу мртвих. Ватра која вечно гори симболизује сећање, у овом случају на жртву незнаног војника покренутог патриотском љубављу, и његово вечно сећање на Италијане, чак и код оних који су далеко од своје земље: не случајно на два вишегодишња мангала поред Гроба Незнаног војника постављена је плоча на чијем тексту пише „Италијани у иностранству у отаџбину“ у знак сећања на донације италијанских емиграната од краја 19. до почетка 20. века за изградњу Виториана.